# 유덕중학교
유덕중학교(柳德中學校)는 대한민국 광주광역시 서구 유촌동에 위치한 공립 중학교이다.

## 학교 연혁
- 2003년 11월 8일 : 유덕중학교 설립인가(33학급)
- 2007년 3월 2일 : 개교
- 2025년 1월 10일 : 제16회 졸업식 (졸업생122명)
- 2025년 3월 1일 : 제7대 이금초 교장 취임
- 2025년 3월 4일 : 제19회 입학식 (5학급 115명)

## 참고 자료
- 유덕중학교 - 한국교육학술정보원 학교알리미